# Агеев, Виталий Борисович
Виталий Борисович Агеев (укр. Віталій Агеєв;  род. 4 сентября 1964, Ангарск) — советский и украинский фехтовальщик, чемпион Европы (1994), призёр чемпионатов мира (1985, 1990) и соревнований «Дружба-84» (1984). Мастер спорта СССР международного класса (1986).

## Биография
Виталий Агеев родился 4 сентября 1964 года в городе Ангарск Иркутской области. В 1969—1978 годах жил в Запорожье, где в возрасте 12 лет начал заниматься фехтованием у Виктора. Протасова. В 1978 году переехал в Киев и в дальнейшем в разные годы тренировался под руководством Павла Яковенко и Сергея Парамонова.
Специализировался в фехтовании на шпагах. В 1983—1990 годах входил в состав сборной СССР, в 1985 и 1990 годах становился бронзовым призёром чемпионатов мира в командных соревнованиях. После распада СССР выступал под флагом Украины, в 1994 году завоевал званием чемпиона Европы в личном зачёте.
В 1996 году завершил свою спортивную карьеру и перешёл на тренерскую работу в ФСО «Динамо». В 1999—2001 годах был тренером сборной Украины по современному пятиборью. С 2002 года проживает в норвежском городе Берген, где занимается тренерской деятельностью в местном фехтовальном клубе «Bergens Fekteklubb».

## Образование
В 1988 году окончил Киевский государственный институт физической культуры.